# Анксиона, Поль
Поль Анксиона́ (фр. Paul Anxionnaz; 31 декабря 1902, Эм, Савойя, Франция — 20 февраля 1997, Лувесьен, Ивелин, Иль-де-Франс, Франция) — французский государственный, военный, политический и общественный деятель. Депутат Национального собрания Франции от Марны в 1946—1951 и 1956—1958 годах. С 1 февраля 1956 года по 11 июня 1957 года — государственный секретарь по вопросам Вооружённых Сил в правительстве Ги Молле. Великий мастер Великого востока Франции.

## Биография

### Семья, образование
Родился в семье учителей. Учился в средней школе Шамбери (1913—1920 гг), а затем поступил в Политехническую школу (1921 г). Имел два высших образования в области права, имел специальность инженера химической промышленности и преподавателя математики.

### Начало политической карьеры
Был кандидатом на выборах депутатов Национального собрания в 1932 и 1936 годах в Савойе. Оба раза проиграл. Был генеральным секретарём Радикальной и Радикальной социалистической партий (1936—1945 гг., 1946—1948 гг. и 1955—1957 гг). В 1937 году в первый раз избран членом генерального совета Савойи.

### Военная карьера
Проходил службу в авиации, летчик. Был послан в качестве военно-воздушного атташе в Копенгагене (в 1939 г.) и Будапеште (с 1940 г.) и, одновременно, представитель Свободной Франции в Венгрии (с 1940 г). Выдворен из Будапешта в 1941 году Прикомандирован к штабу генерала Жоржа Катру в Каире (в 1941 г.), а затем стал начальником второго и третьего бюро и начальником штаба ВВС Свободной Франции на Ближнем Востоке (в 1942—1943 гг.). С 1944 года служил в Лондоне при штабе генерала Коше, впоследствии, при штабе генерала Ломбарда.

### Политическая карьера после 1944 года
Национальный совет сопротивления назначает его членом предварительной консультативной ассамблеи в Алжире и в Париже (1944—1945 гг.). С 1944 года — член Комиссии по образованию, Комиссии по реформе государства, Комиссии по делам Эльзаса и Лотарингии и Постоянной координационной комиссии. Он был избран сначала заместителем председателя, а потом и Председателем Комитета по финансам.
В октябре 1945 года проиграл выборы в Лоте (баллотировался по списку Радикальной социалистической партии), а в июне 1946 года и в Марне (Баллотировался по списку Левых Республиканцев). 10 ноября 1946 года, всё же был избран депутатом Национального собрания 1 созыва от Марны, в качестве кандидата от Левых Республиканцев (получил 25197 голосов из 171 425 избирателей). Он был последовательно или одновременно членом Комиссии по регламенту и всеобщему избирательному праву, Комиссии национальной обороны, Пенсионный комиссии, Комиссии по восстановлению, Комиссии по делам прессы, Комиссии по делам заморских территорий. Он был членом Комиссии по расследованию фактов, указанных в заявлении Председателя Совета Министров от 17 января 1950 года, Комиссии по вопросам восстановления и по нанесённому военному ущербу (1951 г.), Комиссии по административной реформе (1950 г) и Высшего совета транспорта (1951 г). С 1947 года был Председателем Комиссии национальной обороны.
В 1946 году во второй раз избран членом генерального совета Савойи. В 1949 году избран членом генерального совета Экюри-сюр-Коль.
Проиграл на парламентских выборах 17 июня 1951 года в Марне, где он был выдвинут по списку Республиканского соглашения. В 1951 году он был избран членом муниципального совета Шалон-сюр-Марн и занимал эту должность до 1956 года.
Вновь избран депутатом Национального собрания Франции от Марны 2 января 1956 года, в качестве ведущего кандидата от Радикальной социалистической и Радикальной республиканской партий, получив 38 123 голосов из 196 021 избирателей. Он был назначен членом Комиссии национальной обороны, Комиссии по делам семьи, народонаселения и здравоохранения, Комиссии всеобщего избирательного права, конституционных законов, правил и обращений и членом Комиссии по иностранным делам.
С 1 февраля 1956 года по 11 июня 1957 года — государственный секретарь по вопросам Вооружённых Сил в правительстве Ги Молле (ведал вопросами ВМС Франции, подчинялся Министру обороны Франции)/

### Деятельность в Великом востоке Франции
В 1964—1965 годах и 1966—1969 годах — великий мастер Великого востока Франции.

## Награды
- Офицер ордена Почётного легиона
- Военный крест 1939—1945 годов
- Медаль Сопротивления с розеткой
- Кавалер ордена Академических пальм
- Кавалер ордена Алауитского трона.